# James Godday
James Godday (Kaduna, 9 gennaio 1984) è un velocista nigeriano, specializzato nei 400 metri piani.

## Palmarès
| Anno | Manifestazione      | Sede        | Evento      | Risultato  | Prestazione | Note |
| ---- | ------------------- | ----------- | ----------- | ---------- | ----------- | ---- |
| 2003 | Giochi panafricani  | Abuja       | 400 m piani | Semifinale | 46"71       |      |
| 2004 | Giochi olimpici     | Atene       | 4×400 m     | Bronzo     | 3'00"90     |      |
| 2007 | Mondiali            | Osaka       | 4×400 m     | Batteria   | 3'06"64     |      |
| 2008 | Campionati africani | Addis Abeba | 400 m piani | Bronzo     | 45"77       |      |
| 2008 | Campionati africani | Addis Abeba | 4x400 m     | 5º         | 3'06"94     |      |
| 2008 | Giochi olimpici     | Pechino     | 400 m piani | Semifinale | 45"24       |      |
| 2010 | Campionati africani | Nairobi     | 400 m piani | Semifinale | 46"55       |      |
| 2010 | Campionati africani | Nairobi     | 4x400 m     | Bronzo     | 3'06"53     |      |
| 2011 | Giochi panafricani  | Maputo      | 400 m piani | 5º         | 46"58       |      |